# らぶらぶワイドぎふTODAY
『らぶらぶワイドぎふTODAY』（らぶらぶワイドぎふトゥデイ）は、1997年9月29日から2007年3月まで日本の岐阜テレビで放送された夕方のワイド系ニュース番組。
同年9月26日まではテレビ東京から『TXN NEWS THIS EVENING』をネット受けしつつ、一部をローカルで差し替える程度であったが、『TXNニュースワイド 夕方いちばん』へ切り替えるにあたり一新。岐阜放送テレビでは初の夕方ワイド番組である。岐阜県内のニュースと天気予報を伝えていたほか、県内各地と中継で結び、その地域の話題をリアルタイムで伝えていた。
番組はその後、放送10周年達成まであと半年というところで終了した。その後もワイド枠は17時台・18時台を行き来しつつ維持されてきたが2021年には10分へ縮小されている。

## 放送時間
- 月曜日 - 金曜日 17:25 - 18:10

## キャスター
全員岐阜放送アナウンサー（後に他の部署へ異動した人物や岐阜放送を退社した人物も含む）。
- 伊藤伸久
- 神保絵利子
- 熊田力三
- 加藤義久
- 古林千明 - 加藤潤子の降板後に再度出演。
- 加藤潤子 - 2006年3月まで出演。

## 放送内容
- 県内ニュース（月曜日 - 金曜日）
- 特集
  - 月曜日 「私学だからこそ」等
  - 火曜日 「マネーと暮らしのQ&A」「証券あれこれ」（週替わり）
  - 水曜日 「ふるさとキャラバン」「コープ情報クリップ」等
  - 木曜日 「すてきにchu!モレラ」 - モレラ岐阜（本巣市）からの情報コーナー。
  - 金曜日 - この曜日のみ引き続き県内ニュースを伝える枠になっており、高山スタジオから生中継で飛騨高山地方の話題を伝える。
- 日本まんなか直送便 - びわ湖放送・福井放送・三重テレビとの共同制作コーナー。
- 中継（らぶらぶライブ）
  - 火曜日にはサンサンシティマーゴ（関市）、金曜日にはマーサ21（岐阜市）からの中継と決まっていた。
  - 月曜日には「吉村功のスポーツミニッツ」を実施。
  - 水曜日と木曜日の実施内容は特に決まっていなかった。
- 記者の目（月曜日 - 金曜日） - 岐阜新聞の記者による解説コラムコーナー。
- ドリームキッズ（月曜日 - 金曜日） - 岐阜県内の幼稚園へ出向いて子どもたちにインタビューをする。このコーナーは、平日 6:25 - 6:30に放送の『ぎふ情報クリック!』でも放送されていた。
- 今週の歌（月曜日 - 金曜日） - 演歌を週替わりで放送。
- 天気予報（月曜日 - 金曜日） - 土曜日 17:10 - 17:20に放送の『GBS TV NEWS』の天気予報にも提供していた。